# László Bárdossy
László Bárdossy de Bárdos (n. 10 decembrie 1890 - d. 10 ianuarie 1946) a fost prim-ministru al Ungariei din 1941 până în 1942.
Născut la Szombathely din familie burgheză, Bárdossy și-a început cariera în guvern și, la vărstă tînără, era deja minstrul de Religie. În 1934 a fost desemnat ca ambasadorul Ungariei în România. În 1941  Bárdossy a fost desemnat ca ministrul de afaceri externe în cabinetul primului ministru Pál Teleki. După sinuciderea lui Pál Teleki, Bárdossy a fost desemnat imediat de Miklós Horthy ca prim ministru, fiind și ministru de externe fără portofoliu. Era pro-german cu speranța că Ungaria va primi înapoi teritoriile pierdute după Tratatul de la Trianon. La scurt timp după ce Bárdossy a devenit prim-ministru, Germania a invadat Iugoslavia. Bárdossy și Miklós Horthy au trimis armata ungară ca să-i asiste pe germani și reîntoarcerea trupelor maghiare unde era dat voie ocuparea teritoriile in Iugoslavia în care în mod formal aparțineau Ungariei.
În 7 martie 1942, Bárdossy a fost forțat de Horthy să demisioneze din funcția ca prim-ministru, nu este clar exact care a fost motivul decizii, sunt speuculații ca motivul ar fi fost ca, după ce Horthy va muri, fiul său Nicholas Horthy, va moșteni scaunul de Regent. După ce Bárdossy a demisionat, în 1943 a devenit liderul Ligii fasciste de Unitate Creștină Națională. După ce Germania a ocupat Ungaria în 1944, Bárdossy a colaborat cu primul ministru Döme Sztójay și cu Ferenc Szálasi șeful partidului fascist Săgetar-Cruciat.
După sfărșitul războiului, Bárdossy a fost arestat și judecat ca criminal de război și colaborator cu regimul nazist, a fost executat prin împușcare în 10 ianuarie 1946 lângă pușcăria Marko Budapesta.